# Sukamandijaya
Sukamandijaya is een bestuurslaag in het regentschap Subang van de provincie West-Java, Indonesië. Sukamandijaya telt 23.570 inwoners (volkstelling 2010).